# 문익환가옥
문익환가옥은 서울특별시 강북구 수유동에 있는 종교인이자 사회운동가인 문익환이 지내왔던 가옥이다. 별칭으로 통일의 집 박물관이라고도 한다. 현재는 사단법인 늦봄 문익환기념사업회 사유지이며 서울미래유산으로 등재되었다.

## 개요
종교인이자 사회운동가인 문익환이 1994년 작고할 때까지 지냈던 가옥으로 문익환 사후에는 부인인 박용길이 지내왔다가 2011년 작고하면서 문익환 목사의 업적을 기리기위해 2018년 현재의 문익환가옥 자리에 통일의 집 박물관을 개관하였다.

## 현황
- 문익환 목사의 유품
- 문익환 목사의 보도자료
- 문익환 목사의 생애와 업적
- 남북통일과 평화의 의의

## 정보
- 입장료 : 무료
- 관람시간 : 평일 09시 ~ 17시 / 토요일 13시 ~ 17시
- 매주 일요일 및 공휴일 휴관

## 같이 보기
- 문익환